# Devs
A Devs 2020-as amerikai sci-fi thrillersorozat, amelyet Alex Garland alkotott, írt és rendezett. A főbb szerepekben Sonoya Mizuno, Nick Offerman, Jin Ha, Zach Grenier és Cailee Spaeny látható.
Amerikában 2020. március 5-én a FX on Hulu, Magyarországon 2020. április 2-án az HBO Go mutatta be.

## Ismertető
Lily Chan szoftvermérnök az Amayánál, a Forest által vezetett kvantumszámítástechnikai vállalatnál. Lily hamarosan belekeveredik barátja rejtélyes halálába, aki az Amaya Devs csapatánál végzett új munkája első napján halt meg.

## Szereplők

### Főszereplők
| Szereplő      | Színész                    | Magyar hang       | Leírás                                                                      |
| ------------- | -------------------------- | ----------------- | --------------------------------------------------------------------------- |
| Lily Chan     | Sonoya Mizuno              | Nagy Katica       | Szoftvermérnök az Amayánál.                                                 |
| Forest        | Nick Offerman              | Rátóti Zoltán     | Az Amaya vezérigazgatója.                                                   |
| Jamie         | Jin Ha                     | Hevér Gábor       | Kiberbiztonsági szakértő és Lily volt barátja.                              |
| Kenton        | Zach Grenier               | Gyabronka József  | Az Amaya biztonsági vezetője                                                |
| Stewart       | Stephen McKinley Henderson | Dézsy Szabó Gábor | Az Amaya Devs csapatának tagja.                                             |
| Lyndon        | Cailee Spaeny              | Tamási Nikolett   | A Devs csapat tagja, aki a hanghullámokkal kapcsolatos munkára szakosodott. |
| Sergei Pavlov | Karl Glusman               | Fehér Tibor       | Lily barátja és munkatársa az Amayánál.                                     |
| Katie         | Alison Pill                | Solecki Janka     | A Devs rendszer főtervezője.                                                |

### Mellékszereplők
| Szereplő | Színész           | Magyar hang       | Leírás                                           |
| -------- | ----------------- | ----------------- | ------------------------------------------------ |
| Jen      | Linnea Berthelsen | Nemes Takách Kata | Lily munkatársa és jó barátja.                   |
| Anya     | Aimee Mullins     | Molnár Ilona      | Lily munkatársa.                                 |
| Pete     | Jefferson Hall    | Király Attila     | Hajléktalan férfi, aki Lily lakása előtt alszik. |

### Magyar változat
- Bemondó: Bozai József
- Magyar szöveg: Blahut Viktor
- Hangmérnök: Bokk Tamás
- Vágó: Kránitz Bence
- Gyártásvezető: Derzsi Kovács Éva
- Szinkronrendező: Juhász Anna
- Produkciós vezető: Felföldi Anna

A szinkront a SDI Media Hungary készítette el.

## Epizódok
| Sor. | Év. | Cím                 | Rendező      | Író          | Premier           |
| ---- | --- | ------------------- | ------------ | ------------ | ----------------- |
| 1.   | 1.  | 1. rész (Episode 1) | Alex Garland | Alex Garland | 2020. március 5.  |
| 2.   | 2.  | 2. rész (Episode 2) | Alex Garland | Alex Garland | 2020. március 5.  |
| 3.   | 3.  | 3. rész (Episode 3) | Alex Garland | Alex Garland | 2020. március 12. |
| 4.   | 4.  | 4. rész (Episode 4) | Alex Garland | Alex Garland | 2020. március 19. |
| 5.   | 5.  | 5. rész (Episode 5) | Alex Garland | Alex Garland | 2020. március 26. |
| 6.   | 6.  | 6. rész (Episode 6) | Alex Garland | Alex Garland | 2020. április 2.  |
| 7.   | 7.  | 7. rész (Episode 7) | Alex Garland | Alex Garland | 2020. április 9.  |
| 8.   | 8.  | 8. rész (Episode 8) | Alex Garland | Alex Garland | 2020. április 16. |

## A sorozat készítése
2018. március 13-án jelentették be, hogy az FX próbaepizód megrendelést adott a produkciónak. Az epizódot Alex Garland írta, aki egyben rendezője és vezető producere is volt. 2018. július 23-án Rob Hardy egy interjúban megemlítette, hogy ő lesz a sorozat operatőre.
2018. augusztus 3-án a Television Critics Association éves nyári sajtóturnéján bejelentették, hogy az FX úgy döntött, hogy megkerüli a próbaepizód folyamatot, és helyette egy nyolc epizódból álló megrendelést ad a produkciónak. További vezető producerek: Andrew Macdonald, Allon Reich, Eli Bush és Scott Rudin. 2019 novemberében bejelentették, hogy a sorozat premierje az FX helyett a Hulun lesz, az "FX on Hulu" keretében.
A sorozat forgatása 2018 augusztusában kezdődött, a jeleneteket a Santa Cruz-i egyetemen vették fel.